# Nectandra matogrossensis
Nectandra matogrossensis är en lagerväxtart som beskrevs av B. Coe-teixeira. Nectandra matogrossensis ingår i släktet Nectandra och familjen lagerväxter. Inga underarter finns listade i Catalogue of Life.